# Вашковецкая сельская община
Вашковецкая сельская община (укр. Вашковецька сільська громада) — территориальная община в Днестровском районе Черновицкой области Украины.
Административный центр — село Вашковцы.
Население составляет 4740 человек. Площадь — 147,7 км².
В соответствии с распоряжением Кабинета Министров Украины от 12 июня 2020 года, в состав общины вошла территория Вашковецкого и Шишковецкого сельских советов упразднённого Сокирянского района

## Населённые пункты
В состав общины входят 4 села:
- Вашковцы
  - Новая Слобода
- Шишковецкий старостинский округ:
  - Струмок
  - Шишковцы